# Studentische Darlehnskasse
Die Studentische Darlehnskasse e. V. (Abkürzung: DAKA e. V.) ist ein gemeinnütziger Verein, der am 21. Juli 1950 seine Tätigkeit aufnahm. Zweck des Vereins ist die finanzielle Förderung von Studierenden während ihres Studiums, der Promotion, sowie im Pflichtpraktikum, im Praktischen Jahr sowie während des Staatsexamens durch die Vergabe von günstigen Studienkrediten.

## Geschichte

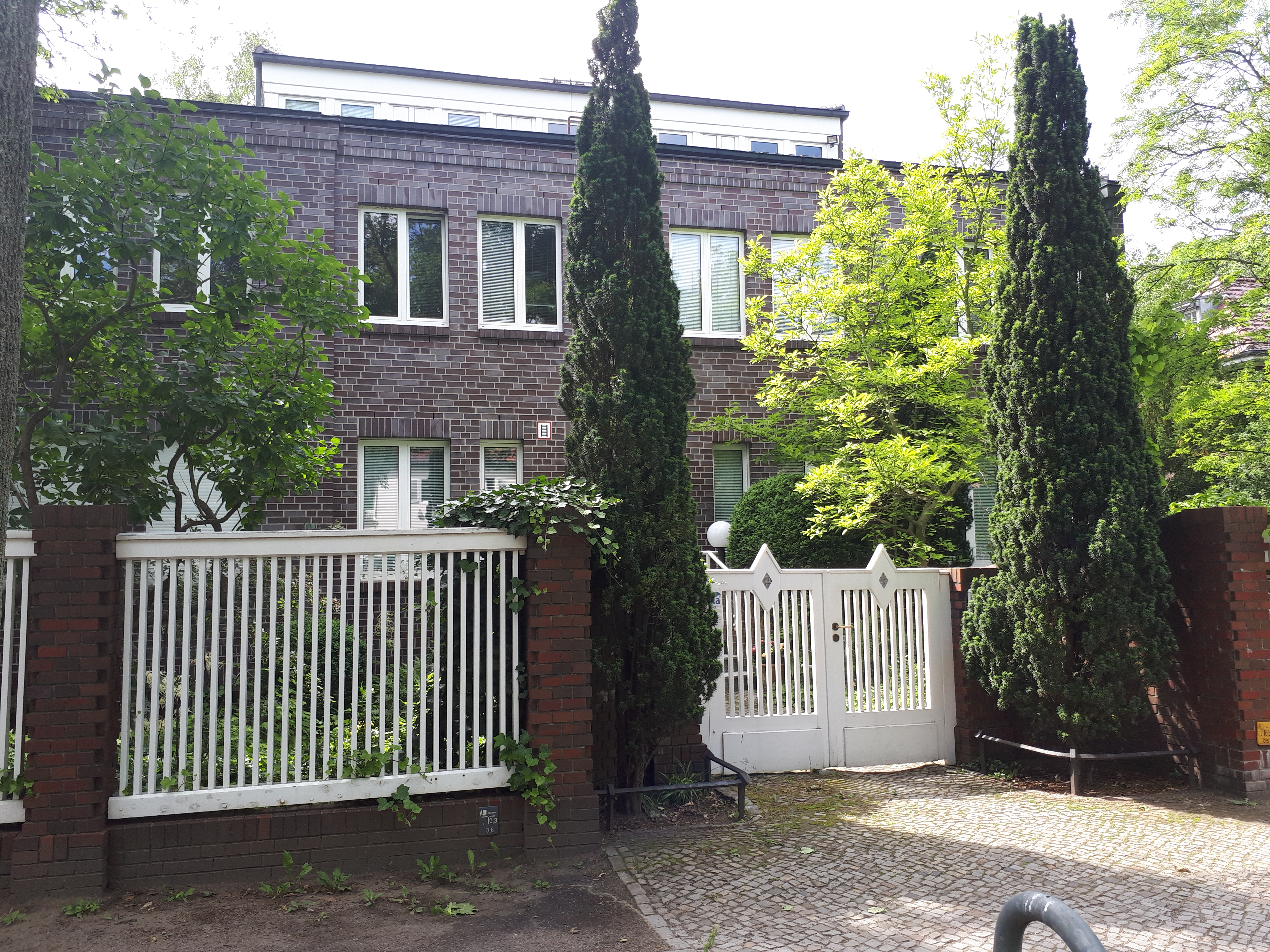
Sitz der Studentischen Darlehnskasse e. V. in Berlin-Dahlem

Am 2. Juni 1922 wurde in Dresden die – seinerzeit reichsweit tätige – Darlehnskasse der Deutschen Studentenschaft e. V. gegründet. Der Zweck der Darlehnskasse war die Gewährung von Darlehen an bedürftige, wissenschaftlich und menschlich bewährte Studenten. 1929 wurde die Darlehnskasse in das Deutsche Studentenwerk (ab 1934: Reichsstudentenwerk) eingegliedert, das 1945 durch alliiertes Kontrollratsgesetz Nr. 2 als NS-Organisation aufgelöst wurde.
Im Januar 1950 wurde auf der Mitgliederversammlung des Verein Studentenhaus der Technischen Universität Berlin-Charlottenburg e. V. die Gründung einer lokalen Darlehnskasse vorgeschlagen. Daraufhin gründeten im Juli die Professoren Vockel, Gobrecht und Koch und der Student W. Koch die Darlehnskasse, damals noch unter dem Namen Studentische Darlehnskasse Berlin-Charlottenburg. Der Verein hat seinen Sitz seit seiner Gründung im Studentenhaus der Technischen Universität Berlin.
Den finanziellen Grundstock bildeten Zuschüsse des Landes Berlin, des Bundesministeriums für gesamtdeutsche Fragen und 20.000 DM des Studentenwerkes. Zudem beschloss 1950 das Studentenparlament der TU Berlin, von jedem Studierenden 1 DM pro Semester für die Studentische Darlehnskasse zu erheben. Außerdem wurde mit der Entscheidung vom 18. Dezember 1951 der zuständigen Berliner Kommission für Ansprüche auf Vermögenswerte laut Kontrolldirektive Nr. 50 (Entscheidung K.386.50) die Darlehnskasse als Nachfolgeorganisation der Darlehnskasse der Deutschen Studentenschaft e. V. festgestellt. In der Folge der Entscheidung wurden dem Verein Vermögenswerte von vor der Eingliederung in das Reichstudentenwerk übertragen.
Im Jahre 1951 wurde die Darlehnskasse in Studentische Darlehnskasse e. V. umbenannt, um den Charakter einer Gesamtberliner Einrichtung zum Ausdruck zu bringen. Im gleichen Jahr trat die Freie Universität Berlin sowie die Deutsche Hochschule für Politik (bis 1959) der Darlehnskasse bei.
In den Folgejahren traten immer mehr Berliner Hochschulen dem Verein bei. So folgte im Jahr 1952 die Hochschule für Musik Berlin, 1963 konnte die Hochschule für Bildende Künste als Mitglied gewonnen werden und auch die Alice-Salomon-Fachhochschule trat 1988 dem gemeinnützigen Verein bei. Drei Jahre später entschied sich die Beuth-Hochschule für Technik Berlin ihren Studenten die Aufnahme eines Abschlussdarlehens durch ihre Mitgliedschaft zu ermöglichen.
Im Jahre 1996 konnte eine weitere große Universität, die Humboldt-Universität zu Berlin, als Mitglied gewonnen werden. Die Mitgliedschaft endete im Jahr 2005.
Die Evangelische Hochschule Berlin trat dem Verein im Jahr 1999 bei. Im Jahre 2003 folgte die neu gegründete Charité–Universitätsmedizin Berlin.
Seitdem schlossen sich weitere Berliner Hochschulen dem Verein an (s. u. „Mitgliedshochschulen“), sodass der Verein sich stetig vergrößern konnte.
Am 12. Mai 2009 bezog die Darlehnskasse, wegen dringender Umbauarbeiten im Studentenhaus, neuen Räumlichkeiten im Beratungscenter des Berliner Studentenwerkes auf dem Gelände der Technischen Universität Berlin.
Seit April 2017 hat die Darlehnskasse ihren Sitz in Berlin-Steglitz, in der Nähe zur Freien Universität Berlin.

## Studienkredit
Der Studienkredit kann für maximal 4 Jahre ausgezahlt werden. Die monatliche Auszahlung darf höchstens € 750,- betragen. Zudem kann eine Sonderzahlung von bis zu € 1.500,- für studienbezogene Einzelanschaffungen beantragt werden. Das Darlehen wird, abhängig von der Höhe, durch ein bis zwei selbstschuldnerische Bürgschaften abgesichert.
Der Studienkredit der Daka Berlin wurde in den letzten Jahren mehrfach vom Centrum für Hochschulentwicklung (CHE) mit vier von fünf Sternen bewertet. Damit gehört die Daka der Spitzengruppe im Bereich der Darlehensvergabe an Studierende an.

## Struktur
Die Studentische Darlehnskasse ist die einzige unabhängige Darlehenskasse in Deutschland. Zu den Beschäftigten zählen hauptsächlich Studierende.

### Vorstand
(Quelle: )
- Vorstandsvorsitzender (ehrenamtlich): Natalia Danzer
- Schatzmeister (ehrenamtlich): Andreas Löffler
- Stellvertretende Vorstandsvorsitzende und stellvertretende Schatzmeisterin: Patricia Engemann

### Verwaltungsrat
Der Verwaltungsrat setzt sich zusammen aus den ehrenamtlich tätigen Mitgliedern:
Vorsitzender des Verwaltungsrates: Roman Stüve
- 1. Stellvertretender Vorsitzender des Verwaltungsrates: Joachim Hübner
- 2. Stellvertretender Vorsitzender des Verwaltungsrates: Jürgen Nöther

### Mitglieder
Zu den Mitgliedern des Vereins zählen neben den Hochschulen und diversen privaten Personen auch zahlreiche Unternehmen:
- Commerzbank AG

### Mitgliedshochschulen
Zu den Mitgliedshochschulen gehören:
- Alice Salomon Hochschule Berlin (ASH)
- bbw Hochschule
- Berlin International University of Applied Sciences
- Berliner Hochschule für Technik (BHT)
- Charité – Universitätsmedizin Berlin
- Epitech Berlin
- ESCP Berlin
- Evangelische Hochschule Berlin (EHB)
- Freie Universität Berlin
- Hertie School Berlin
- International Psychoanalytic University (IPU)
- Media University of Applied Sciences (MU)
- Psychologische Hochschule Berlin (PHB)
- Sigmund Freud PrivatUniversität Berlin (SFU)
- SRH Berlin School of Popular Arts (SoPA)
- SRH Campus Berlin
- SRH Campus Dresden
- SRH Campus Hamburg
- Technische Universität Berlin
- Universität der Künste Berlin (UdK)
- Universität Potsdam
- Kunsthochschule Berlin-Weißensee